# Мірча
Мірча́ — село в Україні, у Житомирському районі Житомирської області. Входить до складу Радомишльської міської громади. Населення становить 337 осіб.
Щорічно 4 листопада в Мірчі відзначається свято Казанська — святкування на честь Казанської ікони Божої Матері. Також в ці дні святкують День села!

## Історія
Мірча — досить давнє село, з багатою історією та традиціями. Засноване воно було приблизно у 1376 році, у період проникнення Литовської держави на терени України. Чому виникло поселення — на разі не відомо, проте існує думка, що поселення виникло на річках Вирва та Мироч не дарма, тому що не згодні з литовським режимом люди, шукали іншої долі у поліських лісах. Саме так, можливо, виникла Мірча.
Давність походження села відчувається і в його специфічній назві. У 1569 році прилеглі території потрапили до складу Речі Посполитої: посилився економічно-релігійний гніт до нечисельного населення Мірчі. У 1793 році, землі Правобережжя потрапили до складу Російської імперії. За період російського царату, чисельність населення Мірчі дещо збільшилося, тут працювала кінна пошта та лісоповальне угіддя.
У момент Української Демократичної революції 1917—1921 років, Мірча не раз знаходилася у вирі протистоянь за владу України. Однак українські революціонери зазнали фіаско і настав величезний радянський період.
Вперше радянську окупацію у Мірчі було встановлено у січні 1918 року, далі було знову явище, яке здавалося уже не таким і дивним: землі по декілька десятків разів переходили з рук у руки, проте після поразки поляків під Києвом у червні 1920 році, Житомирське Полісся так і залишилося у складі радянських окупантів.
Досить болючими були роки Воєнного комунізму, колективізації, Голодомору 1932—1933 та постійних грабунків села, що відразу ж било по економічному становищу жителів.
До колективізації населення жило переважно в хуторах при своїй землі. Радянська влада силою знищила ці поселення і людей переселила в село ближче до колгоспу. Переселенці змушені були терміново будуватися на новому місці. Зокрема таким чином з'явився Малий Куток села Мірча. Першу криницю в Малому Кутку тоді було викопано громадою, за адресою Малий Куток 5, бо лише в цьому господарстві на той час були залізобетоні кільця для криниці, тому криниця знаходиться біля брами і далеко від хати, щоб всі вулиці зручно було набирати воду.
У період війни, велика кількість жителів села вступила до лав підпілля. Хоча ворог був один, підпільних груп було дві: націоналістичне та радянське. Всього за роки війни, 75 жителів села отримало нагороди різних рівнів за проявлений героїзм у багатьох битвах. Мешканців села часто грабували партизани, що вночі приходили до села з лісу.
Наступ радянських військ на село відбувався від лісу з боку Малина. Німці відбивалися ховаючи свої міномети за людськими хатами.
Під час комунізації на селі, чисельність населення станом на 1971 рік становило 577 осіб у складі 227 дворів. Досить розвинутими галузями господарства були: хмільництво, льонарство та буряківництво.
Колишній орган місцевого самоуправління — Мірчанська сільська рада.

## Сучасність
Досить велика кількість населення вирушила у міста, покинувши землю і забувши про своє давнє коріння. Досить часто можна зустріти традиційні для Мірчі обряди, що давно не проводяться в інших селах. Ця земля славиться багатьма співцями, які прославляють Полісся на всю Україну.